# World Athletics Relays 2024
Le World Athletics Relays 2024 si sono svolte a Nassau, Bahamas, il 4 e 5 maggio 2024.

## Panoramica
Le prime 3 edizioni della IAAF World Relays (nome precedente) si sono tenute nello stesso luogo: 2014 IAAF World Relays, 2015 IAAF World Relays e 2017 IAAF World Relays. Nassau ha battuto la candidatura Losanna nel novembre 2022. 
Questa competizione è servita da evento di qualificazione per i Giochi della XXXIII Olimpiade per i rispettivi comitati nazionali: si sono qualificate le migliori quattordici squadre di ogni evento.
Hanno preso parte alla manifestazione, in ciascuna staffetta, 32 squadre nazionali e si sono disputate 20 gare in entrambi i giorni della competizione.
Nella prima giornata si sono qualificate per le Olimpiadi estive 40 squadre. Si sono svolte 4 batterie per ciascuno degli eventi olimpici: 4×100 e 4×400 maschili, femminili e miste. Le prime due squadre di ciascuna batteria si sono qualificate direttamente per i Giochi.
Nella seconda giornata, si sono svolte tre batterie per ogni tipo di staffetta, le prime 2 di ogni ripescaggio si sono qualificate per i Giochi, e le cinque finali.

## Paesi partecipanti
Hanno preso parte ai campionati 52 diverse federazioni.
- Arabia Saudita
- Australia
- Austria
- Bahamas
- Bahrein
- Barbados
- Belgio
- Botswana
- Brasile
- Canada
- Cile
- Cina
- Colombia
- Costa d'Avorio
- Cuba
- Danimarca
- Ecuador
- Estonia
- Francia
- Germania
- Ghana
- Giamaica
- Giappone
- Gran Bretagna
- Guyana
- India
- Irlanda
- Italia
- Kenya
- Corea del Sud
- Liberia
- Messico
- Nigeria
- Norvegia
- Paesi Bassi
- Polonia
- Portogallo
- Qatar
- Rep. Ceca
- Rep. Dominicana
- Senegal
- Spagna
- Stati Uniti
- Sudafrica
- Svizzera
- Thailandia
- Trinidad e Tobago
- Turchia
- Ucraina
- Ungheria
- Venezuela
- Zambia

## Medagliati

### Uomini
| Specialità | Oro                                                                                  | Prestazione | Argento                                                                                    | Prestazione | Bronzo                                                                | Prestazione |
| 4×100 m (dettagli) | Stati Uniti Courtney Lindsey Kenneth Bednarek Kyree King Noah Lyles                  | 37"40       | Canada Brendon Rodney Andre De Grasse Aaron Brown Jerome Blake                             | 37"89       | Francia Méba Mickaël Zeze Jeff Erius Pablo Mateo Aymeric Priam        | 38"44       |
| 4×400 m (dettagli) | Botswana Busang Kebinatshipi Letsile Tebogo Leungo Scotch Bayapo Ndori Isaac Makwala | 2'59"11     | Sudafrica Gardeo Isaacs Zakithi Nene Antonie Matthys Nortje Lythe Pillay Wayde van Niekerk | 3'00"75     | Belgio Dylan Borlée Robin Vanderbemden Alexander Doom Jonathan Sacoor | 3'01"16     |
| record mondiale; record mondiale stagionale; record africano; record asiatico; record europeo; record nord-centroamericano e caraibico; record sudamericano; record oceaniano; record dei campionati; record nazionale; record personale; record personale stagionale. |                                                                                      |             |                                                                                            |             |                                                                       |             |

### Donne
| Specialità | Oro                                                                                   | Prestazione | Argento | Prestazione | Bronzo                                                                                        | Prestazione |
| 4×100 m (dettagli) | Stati Uniti Tamari Davis Gabrielle Thomas Celera Barnes Melissa Jefferson             | 41"85       | Francia Chloé Galet Gémima Joseph Hélène Parisot Mallory Leconte Orlann Oliere                                                | 42"75       | Gran Bretagna Alyson Bell Amy Hunt Bianca Williams Aleeya Sibbons Asha Philip Imani Lansiquot | 42"80       |
| 4×400 m (dettagli) | Stati Uniti Quanera Hayes Gabrielle Thomas Bailey Lear Alexis Holmes Na'Asha Robinson | 3'21"70     | Polonia Marika Popowicz-Drapała Iga Baumgart-Witan Justyna Święty-Ersetic Natalia Kaczmarek Alicja Wrona-Kutrzepa Kinga Gacka | 3'24"71     | Canada Zoe Sherar Aiyanna Stiverne Alyssa Marsh Kyra Constantine                              | 3'25"17     |
| record mondiale; record mondiale stagionale; record africano; record asiatico; record europeo; record nord-centroamericano e caraibico; record sudamericano; record oceaniano; record dei campionati; record nazionale; record personale; record personale stagionale. |                                                                                       |             | |             |                                                                                               |             |

### Miste
| Specialità | Oro                                                                                       | Prestazione | Argento                                                            | Prestazione | Bronzo                                                               | Prestazione |
| 4×400 m (dettagli) | Stati Uniti Matthew Boling Lynna Irby-Jackson Willington Wright Kendall Ellis Ryan Willie | 3'10"73     | Paesi Bassi Isayah Boers Lieke Klaver Isaya Klein Ikkink Femke Bol | 3'11"45     | Irlanda Cillin Greene Rhasidat Adeleke Thomas Barr Sharlene Mawdsley | 3'11"53     |
| record mondiale; record mondiale stagionale; record africano; record asiatico; record europeo; record nord-centroamericano e caraibico; record sudamericano; record oceaniano; record dei campionati; record nazionale; record personale; record personale stagionale. |                                                                                           |             |                                                                    |             |                                                                      |             |